# Златопольська Дарина Еріківна
Дарина Еріківна Златопольська (нар. 24 квітня 1977, Москва) — російська телеведуча і журналістка.

## Біографія
Народилася у сім'ї ученого-геохимика Еріка Галімова і театрознавця Галини Галімової.
У дитинстві захоплювалася балетом, історією, брала участь в домашніх спектаклях, відвідувала англійську спецшколу, займалась плаванням в школі олімпійського резерву та брала уроки гри на гітарі. У старших класах навчалася у США в рамках програми, організованим інформаційним агентством USIA.
Займалася вивченням французької мови у місті Экс-ан-Прованс (Франція).
З 1999 по 2001 рік — головний редактор отраслевого журналу «Office File».
У 2004 році закінчила факультет журналістики Московського державного університету ім. М. В. Ломоносова по спеціальності «Телебачення».

### Телевізійна кар'єра
На телебаченні спочатку почала працювати у програмі «Гордон», котра виходила на телеканалі «НТВ» у 2001—2003 роках.
У 2003—2004 роках була ведучою програми "Ранок на НТВ" в парі з Михайлом Байтманом.
З 2004 року працює на ВГТРК, була провідною ранкової програми " Доброго ранку, Росія" ( телеканал "Росія"): спочатку була ведучою ранкового лінійного ефіру, яке транслювалося на   Далекий Схід, потім стала головною ведучою програми.
У різні часи вела рубрику "Вісті.Інтерв'ю" на каналі "Вести" ("Росія-24") була співведучою Максима Галкіна в проектах " Танці з зірками" (2009-2015) і "Стиляги-Шоу" (2010). В десятому сезоні " Танці з зірками" (2016) стала ведучою в порі з Гаріком Мартиросяном.
З лютого 2012 року — ведуча програми-інтерв'ю.
"Біла студія" на каналі "Культура".
З 1 листопада 2015 року — ведуча конкурсу юних талантів "Сній птах" на телеканалі "Росія-1".
До кінця 2014 року працювала у ефірі під прізвищем першого чоловіка — Спиридонова, з 2015-го під прізвищем другого чоловіка — Златопольская.

## Нагороди і премії
- Золота медаль імені Льва Ніколаєва (14 листопада 2016 року) — за значний внесок  в освіту, популяризацію досягнень науки і культури.[7][8]
- Премія Уряду Російської Федерації у області культури (2 березня 2020 року) — за створення відкритого Всеросійського конкурсу юних талантів «Синій птах»[9]

## Сім'я
- Перший чоловік — Леонід Маркович Спиридонов — бізнесмен, керівник спортивної компанії.[10]
- Другий чоловік (з 2011 року) — Антон Златопольский (нар. 12 вересня 1966) — російський медіаменеджер, продюсер кіно і телебачення, суспільний діяч, генеральний директор телеканалу «Росія-1».[5]
  - Син — Лев (від другого шлюбу).